# 拉里·埃里森
劳伦斯·约瑟夫·“拉里”·埃里森（英語：Lawrence Joseph "Larry" Ellison，1944年8月17日—），出生於美國紐約布朗克斯，甲骨文公司（Oracle）的共同創始人和董事長。根據2013年雜誌的統計，他的個人資產高達430億美元，居世界第5位。在2019年美國400富豪榜以650億美元的資產，排名第5名。2020年4月，《富比士》公佈的全球富豪榜，埃里森以淨資產590億美元，排名第5名。他在《富比士》2020年9月公佈的美國前400大富豪排名榜排名第5名，資產達720億美元。
他的公司專注於企業軟件，因此是SAP公司的直接競爭者。埃裡森本人非常活潑，在商業界裡有「不尋常」的商人的名聲。邁克·威爾遜（Mike Wilson）將他的埃裡森的傳記定名為《上帝與埃裡森的區別》（The Difference Between God and Larry Ellison）。
據說埃里森性格非常複雜古怪，除了有營銷奇才的稱呼之外他還有花花公子和體育迷的稱呼。他曾經獲得過一次世界帆船賽冠軍，在美國還有駕駛一架意大利戰鬥機的執照。

## 少年时期
埃里森於1944年出生在曼哈顿，他的生母是位未婚的阿什肯納茲猶太人，生父是位義大利裔美國人，為美國空軍飛行員。埃里森在出生九個月時感染肺炎，母親將他交給她的伯母與伯父收養。一直到48歲時，埃里森才與他的生母再度見面。
在芝加哥犹太区中下阶层长大，那时贫富的差别没有现在巨大。学生时代的埃里森并没有显示出特別的素质和成绩,不过却十分注意打扮和享受,在别的孩子还是由父母来理发时,他却请专业理发师打理。

## 来到加州的柏克萊
1966年埃里森离开家乡，来到加州的柏克萊，准备就读研究所，同时开始工作赚钱。他学习了电脑程式設計，主要是为IBM大型电脑开发，他并不想投身高科技，只不过想赚点生活费。他的工作是给一些大公司开发应用程式，那时的軟體开发意味着：挂上磁带，备份数据，工作单调也没有挑战性。远不能和现在的程式設計師相比。关于学位,埃里森认为:“大学学位是有用的，我想每个人都应该去获得一个或者更多，但我在大学没有得到学位，我从来没有上过一堂计算机课，但我却成了程式設計師。我完全是从书本上自学程式設計的。”

## 结婚
在柏克萊，埃里森认识了主修中国历史的Adda Quinn之后，他们很快就结婚了。60年代的美国是动荡和巨变的时代，埃里森不停地更换工作，虽然挣钱不多（夫妇俩月收入合计1600美元），花钱却十分大方，他甚至借了3000美元购买一条34英尺的帆船，同时还在分期付款购买另一条小帆船。
埃里森是一个完美主义者，他从来不操心账单，Quinn却受够了，1974年他们离婚了。埃里森劝她说：「我会成为百万富翁的，如果你和我在一起，你可以得到你想要的任何东西。」但Quinn却不相信。1973年埃里森在Amdahl工作，那是一家和IBM竞争的生产大型电脑的公司，有45%的股份是日本富士通的。埃里森所以有机会去日本出差，他被京都东方异国情调给迷住了，日本的禅学和文化给埃里森深刻的影响，他成了一个日本文化艺术的终身爱好者。

## 加入Ampex
离开Amdahl後，埃里森加入Ampex。这是硅谷一家生产影像设备的公司，在那里他认识了他一生中最重要的两个人：鮑勃·邁納(Bob Miner )和愛德華·歐提斯，他们一起研究如何有效存储读取海量的數位資訊。埃里森转向了市场和销售工作，他们的計畫最终失败了，埃里森将这归咎于公司管理不善：「我比公司的头儿们懂技术，也比他们懂市场，如果他们能经营公司，我也能。」
就在他们打算成立公司时，另外两个传奇式的公司也产生了，一个是苹果公司，一个是微软。虽然公司产品、理想、文化完全不同，但却有着同样成功的模式：创立者都是一个有梦想精神的技术企业家搭配一个技术天才，比爾·蓋茲有保羅·艾倫，史蒂夫·賈伯斯有史蒂夫·沃茲尼克，而埃里森則有鮑勃·邁納。

## 政治
埃里森在2016年美國總統選舉時支持马可·卢比奥。2020年美國總統選舉時，埃里森为唐纳德·特朗普举办過筹款活动。

## 外部連結
- Profile （页面存档备份，存于） at Oracle Corporation
- Profile （页面存档备份，存于） at Forbes
- Profile （页面存档备份，存于） at Bloomberg L.P.
- Biography （页面存档备份，存于） at BBC News
- C-SPAN內的頁面（英文）
- 《查理·罗斯访谈录》上的拉里·埃里森
- 拉里·埃里森在互联网电影资料库（IMDb）上的資料（英文）
- 拉里·埃里森在《紐約時報》上的節選新聞及評論
- WorldCat 聯合目錄中拉里·埃里森的著作或與之相關的著作
- 开放图书馆中拉里·埃里森的著作